# Партія прогресу (Норвегія)
Партія прогресу (норв. Fremskrittspartiet — «Права») — норвезька консервативна політична партія заснована в 1973 році. В наш час[коли?] це друга за величиною партія в норвезькому парламенті, що має 41 місце із 169.

## Історія
Партія прогресу була заснована на зустрічі в кінотеатрі «Сага Кіно» в Осло 8 квітня 1973, в якій взяли участь близько 1345 чоловік. Зібрання було проведене Андерсом Ланге, на честь якого партія отримала назву Партії Андерса Ланге за значне зниження податків, зборів та державного втручання (норв. Anders Langes Parti til sterk nedsettelse av skatter, avgifter og offentlige inngrep), широко відома як Партія Андерса Ланге (скорочено ALP). Ланге мав невеликий політичний досвід, беручи участь у міжвоєнний період у Вітчизняній лізі, а також у норвезькому русі опору під час Другої світової війни. З кінця війни він працював незалежним правим політичним редактор і оратором. Спочатку Андерс Ланге хотів створити лише протестний рух для боротьби проти високого рівня податків та субсидій, а не загальну політичну партію.

## Участь у парламентських виборах

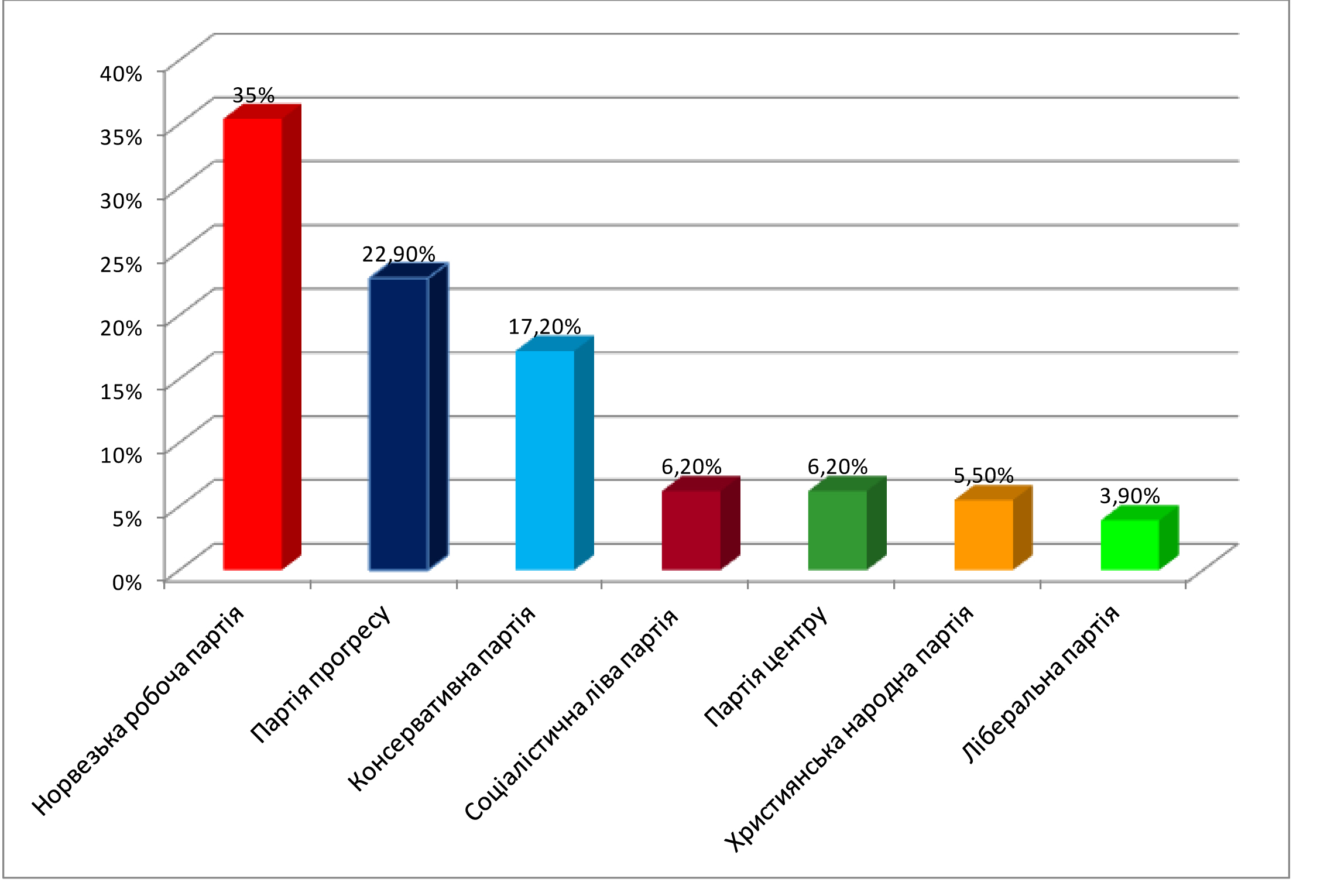
Результати парламентських виборів Норвегії 2009

На парламентських виборах 1973 року партія отримала 5 відсотків голосів виборців і чотири місця в норвезькому парламенті. Як відмічали аналітики основними причинами успіху були податкові протести, харизма Андерса Ланге, роль телебачення, наслідки референдуму 1972 щодо членства в ЄС, політичний розвиток в Данії. Партія прийняла свою нинішню назву, Партія прогресу, 29 січня 1977 року, натхнена великим успіх данської Партії прогресу.
Партія прогресу невдало виступила на парламентських виборах 1977 року, і залишилася без представництва в парламенті.
На парламентських виборах 2009 року партія здобула 22,9 % голосів виборців (614717) та посіла друге місце.
| Рік  | % голосів | Кількість голосів | Місця в Стортингу | Зміна | Уряд |
| ---- | --------- | ----------------- | ----------------- | ----- | ---- |
| 1973 | 5,0       | 107,784           | 4 з 155           | +4    | ні   |
| 1977 | 1,9       | 43,351            | 0 з 155           | -4    | ---- |
| 1981 | 4,5       | 109,564           | 4 з 155           | +4    | ні   |
| 1985 | 3,7       | 96,797            | 2 з 157           | -2    | ні   |
| 1989 | 13,0      | 345,185           | 22 з 165          | +20   | ні   |
| 1993 | 6,3       | 154,497           | 10 з 165          | -12   | ні   |
| 1997 | 15,3      | 395,376           | 25 з 165          | +15   | ні   |
| 2001 | 14,6      | 369,236           | 26 з 165          | +1    | ні   |
| 2005 | 22,1      | 582,284           | 38 з 169          | +12   | ні   |
| 2009 | 22,9      | 614,724           | 41 з 169          | +3    | ні   |
| 2013 | 16,3      | 463,560           | 29 з 169          | -12   | так  |